# Besenyő Pista bácsi
Besenyő Pista bácsi (Besenyő István) a L’art pour l’art Társulat egyik fiktív és közismert figurája, akit Laár András alakít. Pista bácsi az első Vastyúk is talál szeget című L’art pour l’art műsorban tűnt fel, 1991-ben. Azóta a társulat gyakorlatilag összes televíziós produkciójában és színházi előadásában látható.

## Jellemzése és családi állapota
Pista bácsi a Besenyő család feje. Felesége Margit, három gyermekük Evetke, Rücsök és Zigóta. A család része még Anti bácsi, aki lehetséges, hogy Pista bácsi, vagy Margit apja, de ez nem tisztázott. Lehet, hogy csak egyszer véletlenül rossz lakásba ment haza Besenyőékhez és ottrekedt.
Besenyő Pista bácsi egy igazi kocsmai filozófus. Fél- vagy inkább negyedművelt. Teoretikus konkretizáláson és betű szerinti (félre)értelmezésen alapuló filozófiai és tudományos fejtegetésekben nincs párja. Amikor egy totális félreértelmezésen alapuló tévkövetkeztetésre jut, a másként vélekedőket lesújtóan és elnyújtott hangon, a karakterrel kvázi egybeforrt vált „nooormális?” jelzővel illeti, miközben a kezével gesztikulálva bolondjelet mutat a homloka előtt. Jókedvű, életvidám, határozott ember, akinek van egy különleges tulajdonsága: mindig igaza van. Akár egyszerre többször is.
Felesége egy elnyomott, lenézett, nem túl házias, nem túl okos, nem túl vonzó, vagy még inkább igen csúnya középkorú asszony, Margit, akit Pista bácsi rendszeresen a lehető legváltozatosabb módon aláz meg. Pista bácsi Anti bácsit csak öregnek szólítja, titkon reméli, hogy hamarosan jobb létre szenderül. Gyermekeit, az erőszakos természetű Rücsköt és a sok tekintetben rá hasonlító, fejtegető, betűzgető, jóindulatú, de enyhén debil Zigótát nem tartja sokra. 
Pista bácsi kedvence a szomszédban lakó nagyon buta, de nagyon feltűnő szépasszony, a Kanca. Amikor csak lehet, csalná vele feleségét. Pista bácsi fő életcélja világcsúcsok elérése. Ezt egy gyermeteg, naiv fiatalemberen, Boborjánon keresztül szeretné elérni, akit folyamatosan furcsábbnál furcsább, persze nem valós rekordhajhász feladatokkal bíz meg. Amennyiben a világrekordot Boborjánnak sikerül másokkal elhitetnie, csokoládé a jutalma, de ilyen még nem fordult elő. 
Pista bácsi kora meghatározhatatlan, családja alapján körülbelül negyven körülinek mondható. Tarkán öltözik, hatalmas csokornyakkendőt visel, arcán kicsi, de tömött bajszot. Kedvenc viselete a piros póló, fekete műbőr kabát, csíkos nadrág, prémes bőrsapka. Kedvenc étele a zsíros szalonna és a füstöltkolbász. Utóbbi nélkül még világkörüli nyereményútra sem megy. Pista bácsi az „élelmeszesedés” nevű betegségben szenved. Ez egy olyan betegség ami hirtelen jön, de hirtelen múlik el. Akkor keletkezik, amikor már nagyon régen nem evett kolbászt, pörköltet, szalonnát. Tünetei a szédülés, fejfájás, össze-vissza beszélés, valamint az, hogy kéken látja a világot. Kolbászfogyasztás esetén azonnal elmúlik.
Pista bácsi szokása, hogy filozófiai fejtegetései során az adott témához illően mindig más néven jelentkezik. Pl.
- Besenyő M.M. István (Besenyő Milyen Margit? István)
- Besenyő F.K.Á.C. István (Besenyő Finom Kötött Árut Cáfoló István)
- Besenyő M.M.I.V. István (Besenyő Már Megint Igazam Van István), stb.

### Példák Pista bácsi konkretizáló fejtegetéseire
- Pista bácsi az újságban a balatoni öbölátúszásról olvas, ennek lehetetlenségét hosszas monológban fejtegeti:

"Na kérem, Besenyő István, teljes nevén Besenyő Ö.Á.Ú.C István, Besenyő Öböl Átúszást Cáfoló István aki vagyok, azt mondom kérem, hogy ez hülyeség, ennek nincs értelme kéremszépen. Hová úszhatna kérem át az az öböl és hogyan? Nooormális? Az öböl nem tud kérem átúszni, mert nincs karja, vagy netán adjunk neki úszóruhát?"
- Pista bácsi az út mentén olvassa, hogy Fejér megye:

"Na kérem, Besenyő F.M.M.C. István, Fejér Megye Menetét Cáfoló István aki vagyok, azt mondom, ennek nincs értelme kéremszépen. Hát hová menne az a megye és hogyan? Oda van kasírozva a térképre aszfaltbetonnal, hát hogyan tudna menni kéremszépen. Nooormális? Amúgy miért ENGEM kérdeznek, hogy Fejér megy-e. Honnét tudhatnám azt én kérem, hogy Fejér megy-e, vagy nem megy."
- Pista bácsi sok egyéb mellett elemezgeti többek között a szemceruza és bőrradír lehetetlenségét:

"Finom kötöttáru sem létezhet, mert a kötöttáru a füstöltkolbásszal ellentétben nem finom."

### Példák Pista bácsi rekordhajhász kísérleteire
Ezekben a kísérletekben Pista bácsi megbízza a család ismerősét, Boborjánt, hogy instrukciói alapján állítson fel valamely teljesen értelmetlen (persze azon belül sem valós) világrekordot. Amennyiben sikerül, egy tábla csokit kap jutalmul. A próbálkozások többnyire csúfos felsülésssel végződnek. Alább néhány példa a tucatnyi próbálkozásból.
- Boborján a legtovább élő ember a világon
- Boborján a legtöbb nyelvet beszélő ember a világon
- Boborján a világ legnagyobb feketemágusa
- Boborján a világ legbátrabb embere
- Boborján „A Körzeti Doktornőt A Legtovább Idegesítő Ember”

## Család, rokonság, szomszédok
- Besenyőné Bényei Margit, Pista bácsi felesége (alakítja Pethő Th. Zsolt, korábban Galla Miklós). Nem túl értelmes, viszont rendkívül csúnya nő. Besenyő Pista bácsi nem különösebben szereti, bár kiszolgáltatja magát vele. Margit szereti a pöttyös dolgokat és férjét, a „Pityu”-t.
- Besenyő Zigóta, Pista bácsi lánya (alakítja Szászi Móni), a nagyfogú kislány.
- Besenyő Rücsök, Pista bácsi fia (alakítja Pethő Th. Zsolt). Kissé erőszakos természetű, a bal kezén levő bokszkesztyűvel mindig leüti Zigótát. A gyermekek a családhoz csomagban érkeztek: Margit nyerte őket egy kolbászcsücsök-nyereményjátékon.
- Besenyő Evettke (alakítja Nagy Natália). Besenyő Pista bácsi és Margit közös gyermeke, Tompika jó barátja (a vastaglábú kislány). Látszik rajta, hogy Besenyő, mivel nem jellemző rá az tudás.
- Anti bácsi, teljes nevén Parittya Setét Antal (alakítja Dolák-Saly Róbert). Nem lehet tudni igazából, hogy Margit (feltételezhető egy párbeszédből), vagy Pista bácsi apja. De Evettke Nagyapának hívja, ezért bizonyosan valamelyik szülő apja. A zsenialitást és szenilitást ötvöző „zsenilis” öregúr kedvence a bor és a szép nők, de szomorúságára az utóbbihoz nem jut hozzá.
- Besenyő Február János, Pista bácsi bátyja. Ritkán szerepel, keveset tudni róla, az egyik Nooormális?! epizódban tűnt fel. János hasonlít Pistára, de nagy, lelógó bajsza van, nem szereti az öccsét, akit szeret kínos helyzetbe hozni. Nem szereti továbbá „Laár, de micsoda név ez kérem, miért nem mindjárt Lajhár” művész urat sem. Őt is Laár András alakítja.
- Kancácska (alakítja Szászi Móni) a tipikus „szőke nő” (bár fekete hajú). Szépségmániás, állandóan sminkeli magát, de nagyon kevés esze van. Féltékeny Margitra és gyakran kifigurázza. Pista bácsi jó kapcsolatban van vele, de szeretne még közelebb kerülni hozzá.
- Frigid Mirtill (alakítja Szász Móni), szerfölött szigorú, katonás hölgy. Anti bácsi lánya valamelyik régi kapcsolatából, ezáltal lehetséges, hogy Pista bácsi, vagy Margit féltestvére (erre való utalás a Nyálcika Néhai néninél nyaral jelenetben, Banán, pumpa, kurbli, 9. rész).
- Nyálcika (alakítja Dolák-Saly Róbert), enyhén retartált fiatalember. Frigid Mirtill fia, ezáltal esetleg Pista bácsi, vagy Margit fél-unoköccse (erre való utalás a Nyálcika Néhai néninél nyaral jelenetben, Banán, pumpa, kurbli, 9. rész).
- Boborján (alakítja Dolák-Saly Róbert), a család ismerőse. Gyermeteg, naiv fiatalember, akit Pista bácsi különféle furcsa feladatokkal lát el.
- Húgom (alakítja Szászi Móni), Boborján húga. A Másik Showban jelent meg, ahol Boborján lépett fel, mint a világ legkitűnőbb musical színésze. Ennek a jelenetnek a végén tűnik fel. A keresztneve nem ismert, Boborján úgy hívja be a színpadra, hogy "Gyere be, Húgom!" Továbbá szerepel a Boborján és húga jelenetekben is.
- Tompika (alakítja Laár András), Pista bácsi gyerekeinek a játszótársa. Világmegváltó találmányai vannak, de gyorsan megunja őket.
- Irén (alakítja Nagy Natália), Tompika anyukája. Kancácska megjelenése előtt Pista bácsi az ő kegyeit kereste, akárcsak Anti bácsi, de utóbbi nem járt nála sikerrel. Leginkább szilveszterkor volt a családjával Besenyőék vendége. Az 1994-es szilveszteri műsorban szerepelt a férje is (Galla Miklós alakításában), akivel Margit jól láthatóan rokonszenvezett.

## Besenyő Pista bácsi szereplései

### Tévésorozatok és tévéműsorok
- Vastyúk is talál szeget – 11 rész (1991-1996)
  - 1. (1991): A legtávolabbra látó ember – Boborján
  - 2. (1993): ebben a műsorban Pista bácsi nem szerepel, de a Boborján-jelenetben megemlítik, mint edzőt
  - 3. (1994): A Besenyő család élete – Biorobot
  - 4. (1994): A Besenyő család élete – Fittyerfutty
  - 5. (1994): A Besenyő család szilvesztere (a műsor kerettörténete), valamint a betétjelenetek közül A legtöbb nyelven beszélő ember – Boborján és a Besenyő–Boborján-dal
  - 6. (1995): A Besenyő család élete – Alvás
  - 7. (1995): A Besenyő család élete – Szépségvetélkedő
  - 8. (1995): A Besenyő család álma
  - 9. (1995): A Besenyő család szilvesztere (a műsor kerettörténete), ezen belül elénekli A szerelem olyan, mint egy medve című dalt is
  - 10. (1996): Besenyő-monológ
  - 11. (1996): A Besenyő család szilvesztere
- Rövid Besenyő-család jelenetek – 8 rész (1998)
- Vastyúk is talál szeget – 4 rész (1998-1999)
  - A Besenyő család élete – Az ikrek (a műsor kerettörténete), ezen belül elmondja az Öbölátúszás és a Lenyomódik a földgolyó monológokat, A kebelbarátom című verset és énekelt a Besenyő család dalban
  - A Besenyő család élete – A család gyanús (a műsor kerettörténete)
  - A Besenyő család élete – A kézarcúak (a műsor kerettörténete), ezen belül elmondja a Pitét evő lányok című verset
  - A Besenyő család élete – Már megint a kézarcúak (a műsor kerettörténete), ezen belül elmondja a Hogyha birka lennák című verset és a Mi a jeti? monológot
- Nooormális?? – 10 rész (2000-2002)
- Banán, pumpa, kurbli – 9 rész (2011- 2012)
- Teveháton, a cirkuszban (1999)
- Csirkebefőtt (2003)

### Színházi estek
- Rengeteg parittya (eredeti:1990) – Pista bácsi az 1995-ös felújításban látható
- Winnetou (1997)
- A brutális katicabogár (2000)
- Rigoletto, avagy a rotterdami toronyőr (2002)
- Pucér nők ruhában (2003)
- Best uff L’art pour l’art (2004)
- Hófehérke és a svéd törpe (2006)
- Két férfi, egy nő meg egy férfi (2007)
- Anyám tyúk, avagy az ember tragédia (2009)
- Három testőr és a jeti vagy mi a pék (2011)
- Piroska, a farkas (2012)
- A postás, aki megeszi a leveleket (2014)
- A pofon egyszerű, avagy egy szerencsés néző viszontagságai (2015)
- Halványlila gőz (2017)
- Mintha elvágták vol... (2018)

### Dalok
- A szerelem olyan, mint egy medve (1994, Pista bácsi és Boborján)
- Besenyő család dal (Pista bácsi, a család és az angyalok, 2009)
- Besenyő-Boborján-dal (Pista bácsi és Boborján)
- Pityu-dal (Margit Pista bácsinak, 1995)
- Tévedés az kis angyalom... (Pista bácsi)

Pista bácsi ezeken kívül látható különböző egyéb TV-műsorokban, a Besenyő család különböző jeleneteiben, helyi fellépésekben. Több zeneszámban is szerepel.

### DVD-lemezek
- Vastyúk is talál szeget (1998-1999) / Nooormális??? (2000)
- Nooormális??? (2000-2002)
- Csirkebefőtt (2003)
- Best uff L'art pour l'art (2006)
- Két férfi, egy nő meg egy férfi (2009)

## Híres mondatok
Besenyő Pista Bácsinak számos, már ikonná vált mondata van, pl.:
- „Noooormális Margit?”
- „Má' megin' igazam van!”
- „Há' nem? Há' de!”